# 2-Aminobiphenyl
2-Aminobiphenyl ist eine chemische Verbindung aus der Gruppe der aromatischen Aminoverbindungen.

## Gewinnung und Darstellung
Laut Koichi Shudo und Toshihiko Okamoto kann 2-Aminobiphenyl durch Reduktion von Nitrobenzol mit Zink in Benzol bei Anwesenheit von Trifluormethansulfonsäure gewonnen werden, wobei allerdings zum Großteil 4-Aminobiphenyl, Anilin und in geringer Menge auch 4-Aminoterphenyl entstehen.

## Eigenschaften
2-Aminobiphenyl ist ein beiger brennbarer Feststoff mit charakteristischem Geruch. Der Stoff ist praktisch unlöslich in Wasser. Als Verunreinigung tritt auch das isomere 4-Aminobiphenyl auf, welches als krebserzeugend bekannt ist.

## Verwendung
2-Aminobiphenyl kann zur Herstellung von Carbazolderivaten durch Oxidation eingesetzt werden.